# Marc Mellits
Marc Mellits (né en 1966) est un musicien et compositeur américain.

## Biographie
Mellits naît à Baltimore, dans le Maryland. Il  étudie à l'École de musique Eastman de 1984 à 1988, à l'École de musique de Yale de 1989 à 1991, à l'Université de Cornell de 1991 à 1996 et à Tanglewood pendant l'été 1997. Parmi ses professeurs de composition figurent Joseph Schwantner, Samuel Adler, Martin Bresnick, Bernard Rands, Christopher Rouse, Roberto Sierra, Jacob Druckman, Poul Ruders et Steven Stucky.
La musique de Marc Mellits est interprétée aux États-unis, au Canada et en Europe, notamment par le Quatuor Debussy. Sa musique est influencée par le minimalisme et la musique rock et est identifiée avec une tendance stylistique post-minimaliste. Il compose souvent pour la guitare électrique et autres instruments amplifiés.
En 2004, Mellits reçoit le prix de la Fondation pour l'art contemporain de New York. Les commandes à Marc Mellits comprennent des œuvres pour l'Orpheus Chamber Orchestra, Bang on a can All-Stars, le duo Assad, le Kronos Quartet et le Meridian Arts Ensemble. Sa musique a également été arrangée par le guitariste Dominic Frasca (Deviations, 2005) et par le groupe de musique expérimentale, Électrique Kompany de Kevin R. Gallagher.
Marc Mellits est un des membres fondateurs de Common Sense Composers' Collective, qui se concentre sur de nouvelles et d'autres façons de collaborer avec l'exécution des ensembles. Mellits est le directeur artistique et le claviériste de son ensemble, le Mellits Consort.
Depuis 2011, Marc Mellits vit à Chicago, dans l'Illinois, avec son épouse et ses deux filles et enseigne la composition à l'Université de l'Illinois à Chicago.

## Discographie
- 1997 Common Sense Composers' Collective : Polysorbate 60  (14-18 janvier 1996, CRI) (OCLC 83676574)
- 2002 Shock of the Old : 9 miniatures for Baroque Ensemble  - Common Sense Composers' Collective & American Baroque (24-25 janvier et 24-25 août 1999, Santa Fe New Music) (OCLC 50097856)
- 2005 Deviations : Dometude, Lefty's Elegy, Metaclopramide, Dark Age Machinery - Dominic Frasca, guitare à six et dix cordes (octobre 2003, Cantaloupe Music) (OCLC 63650994)
- 2006 Quatuor à cordes n° 2 - Duke Quartet (Beyond Belief Media) (OCLC 76806363) — avec des œuvres de Steve Reich
- 2006 Tight Sweater, Real Quiet plays the music of Marc Mellits : Tight Sweater, Agu, Fruity Pebbles, Disciples of Gouda  - Real Quiet : Andrew Russo, piano ; Felix Fan, violoncelle ; David Cossin, percussion ; Cristina Buciu, violon ; Chuck Meyer, violoncelle ; Tom Kolor, marimba (Endeavour Classics) (OCLC 71233385)
- 2007 Dirty Little Secret : Etude n° 1 ; Medieval Induction - Andrew Russo, piano (19 juin et 12 octobre 2006, Endeavor Classics) (OCLC 137829574) — avec d'autres œuvres de  Gerard Beljon, Derek Bermel, Daniel Felsenfeld et Aaron Jay Kernis
- 2007 TIC, Common Sense Composers' Collective & New Millennium Ensemble : Spam
- 2007 Paranoid Cheese : Opening, Broken Glass, paranoid cheese, The Misadventures of Soup, Lefty's Elegy, Machine IV, Srećan Rođendan, Marija!, Troica, Dreadlocked, Machine III, Machine V - The Mellits Consort : Dominic Frasca ; Christina Buciu ; Elizabeth Simkin ; Danny Tunnick (Black Box BBM 1108) (OCLC 874102395)
- 2008 Melville's Dozen : Etude n° 2 : Defensive Chili - Nicola Melville, piano (20-21 novembre 2007, Innova Recordings) (OCLC 244106557) — avec d'autres œuvres de  Carter Pann, Stacy Garrop, Mark Olivieri et Phillip Rhodes
- 2008 Mix Tape : Spank Me (Menage a Deux), Curried Kaftka (No Strings Attached) - Andrew Russo, piano (Endeavour Classics) (OCLC 237904471)
- 2009 Serendipity : Platter of Discontent - Society for New Music : Linda Greene, flûte ; John Friedrichs, clarinette et clarinette basse ; Cristina Buciu, violon ; David LeBoux, violoncelle ; Steven Heyman, piano ; Jennifer Vacanti, percussion ; dir. Cynthia Johnston Turner (2CD Innova Recordings) (OCLC 840862439) — avec d'autres œuvres de 	James Tapia, Cynthia Johnston Turner, Carlos Sanchez-Gutierrez et Edward Ruchalski
- 2009 American Journey, Roger McVey: Agu
- 2010 Convergence, Strike: Tight Sweater Remix
- 2010 Black - Jeff Anderle et Jon Russell, clarinettes basse (Sqwonk McKonkle Productions) (OCLC 681902311) — avec d'autres œuvres de  Ryan Brown, Cornelius Boots, Dan Becker et James Holt
- 2014 Escape velocity - Gravity - Ensemble Clocks in Motion : Dave Alcorn, Jennifer Hedstrom, Sean Kleve, Michel Koszewski, James McKenzie, Joseph Murfin, Matthew Schlomer, percussion (Clocks in Motion Percussion) (OCLC 913696301) — avec d'autres œuvres de  Herbert Brün ; Filippo Santora ; John Jeffrey Gibbens et Charles Wuorinen
- 2017 Quatuor à cordes n° 3 « Tapas », n° 4 « Prometheus », n° 5 « Waníyetu » - Quatuor Debussy (Evidence Classics)[3] (OCLC 1018391239)